# Смерть на высоком холме
«Смерть на высоком холме» (итал. La morte sull'alta collina, англ. Death on High Mountain) — итало-испанский спагетти-вестерн 1969 года, снятый режиссёром Фернандо Черкио (под псевдонимом Фред Рингольд) с Питером Ли Лоуренсом в главной роли.

## Сюжет
Мексиканский революционер генерал Валиенте организовывает вместе со своими приспешниками ограбление банка в приграничном американском городке в Техасе, при помощи своего информатора в городе, Фрэнка Брэддока. Однако планы генерала и Брэддока рушатся, когда в дело вмешиваются парочка авантюристов — меткий стрелок Лоринг Вандервельт и Фрэнсис Паркер (который является правительственным агентом). Вандервельт и Паркер ввязываются в погони и перестрелки с людьми генерала и присваивают себе добычу бандитов.

## В ролях
- Питер Ли Лоуренс — Лоринг Вандервельт
- Луис Давила — Фрэнсис Паркер
- Агнес Спаак — Дафна Вандервельт
- Антонио Градоли — банкир Фрэнк Брэддок
- Тано Чимароза — генерал Валиенте
- Фрэнк Брана — капитан Янг
- Сильвио Баголини — Стивенс
- Джампьеро Литтера — шериф
- Романо Пуппо — помощник шерифа
- Антонио Пика — подручный генерала Валиенте
- Надзарено Натале — подручный генерала Валиенте
- Нелло Паццафини — игрок в бильярд